# Ihor Senjuk
Ihor Senjuk (ukrainisch Ігор Зенюк; * 25. Mai 1991 in Lwiw) ist ein ukrainischer Naturbahnrodler. Er fährt im Einsitzer und im Doppelsitzer und startet seit 2006 im Weltcup sowie bei Welt- und Europameisterschaften.

## Karriere
Ihor Senjuk nahm im Januar 2006 in Kindberg und Olang erstmals an zwei Weltcuprennen im Einsitzer teil. Als jeweils 38. platzierte er sich aber nur im Schlussfeld und kam im Gesamtweltcup der Saison 2005/2006 auf Rang 54. Bei der Europameisterschaft 2006 in Umhausen fuhr er unter 44 Startern auf Platz 39. Bei der Juniorenweltmeisterschaft 2006 in Garmisch-Partenkirchen kam Senjuk im Einsitzer als Viertletzter auf Platz 34 und startete zusammen mit Witalij Sacharow auch erstmals im Doppelsitzer. Das Duo wurde jedoch im zweiten Durchgang disqualifiziert.
Ab der Saison 2006/2007 nahmen Ihor Senjuk und Witalij Sacharow drei Jahre lang auch gemeinsam an Weltcuprennen im Doppelsitzer teil. Während sie in ihrem ersten Winter nur einen zwölften und drei 15. Plätze erreichten, fuhren sie in den nächsten beiden Jahren insgesamt viermal unter die schnellsten zehn, womit sie in der Saison 2007/2008 den zehnten und in der Saison 2008/2009 den neunten Gesamtrang belegten. Bei Juniorenwelt- und -europameisterschaften erzielten sie ihr bestes Ergebnis in Longiarü 2009, als sie den vierten Platz erreichten. Im Einsitzer konnte sich Ihor Senjuk während dieser Jahre beständig steigern. Fuhr er in der Saison 2006/2007 erst einmal im Weltcup unter die schnellsten 30, gelang ihm das im Winter 2007/2008 bereits dreimal und er belegte punktegleich mit dem Slowenen Luka Švab Rang 33 im Gesamtweltcup. In der Saison 2008/2009 fuhr er sogar in allen sechs Weltcuprennen unter die schnellsten 30 und erreichte mit Platz 25 beim Saisonfinale in Nowouralsk sein bisher bestes Weltcupresultat. Im Gesamtweltcup verpasste er die Top 30 trotzdem um vier Punkte und wurde 31. Im Juniorenbereich war sein bestes Ergebnis der 18. Platz bei der Junioreneuropameisterschaft 2009 in Longiarü. Bei Titelkämpfen in der Allgemeinen Klasse fuhr Ihor Senjuk bei der Europameisterschaft 2008 in Olang auf Platz 27 im Einsitzer und mit Witalij Sacharow auf Platz zwölf im Doppelsitzer. Bei der Weltmeisterschaft 2009 in Moos in Passeier belegte er Platz 30 im Einsitzer und mit Sacharow wieder Rang zwölf im Doppelsitzer. Damit erzielte Senjuk im Einsitzer und im Doppelsitzer sowohl bei Welt- als auch bei Europameisterschaften die bisher besten Ergebnisse eines Ukrainers. Das Doppel Sacharow/Senjuk startete bei der WM 2009 auch gemeinsam mit Michaela und Georg Maurer als deutsch-ukrainisches Team im Mannschaftswettbewerb und erreichte den siebenten Platz von zehn Teams. An der Weltmeisterschaft 2007 hatte Senjuk nicht teilnehmen können, weil der ukrainische Verband keine Sportler in das kanadische Grande Prairie entsandte.
In der Saison 2009/2010 bestritt Senjuks langjähriger Doppelpartner Witalij Sacharow keine Wettkämpfe mehr, weshalb Ihor Senjuk im ersten Weltcuprennen zusammen mit Marjan Husner startete. Das Duo schied jedoch im ersten Durchgang aus und nahm an keinen weiteren Rennen teil. Im Einsitzer startete Senjuk nur in den ersten beiden Weltcuprennen in Nowouralsk und kam zweimal als 27. ins Ziel. Danach nahm er in der Saison 2009/2010 an keinen Wettkämpfen mehr teil. Seine nächsten internationalen Rennen bestritt er bei der Weltmeisterschaft 2011 in Umhausen, wo er den 30. Platz im Einsitzer belegte, und bei der Junioreneuropameisterschaft 2011 in Laas, wo er 17. wurde. Danach nahm er auch noch an den letzten beiden Weltcuprennen der Saison 2010/2011 teil, bei denen er zweimal auf Platz 26 fuhr. Im letzten Rennen in Olang startete Ihor Senjuk gemeinsam mit Andrij Wertschuk auch im Doppelsitzer. Sie belegten als Vorletzte den neunten Platz. In der Saison 2011/2012 nahm Senjuk lediglich an einem Weltcuprennen im Einsitzer teil: In Železniki belegte er Rang 30.

## Erfolge
(Doppelsitzer mit Witalij Sacharow)

### Weltmeisterschaften
- Moos in Passeier 2009: 30. Einsitzer, 12. Doppelsitzer, 7. Mannschaft
- Umhausen 2011: 30. Einsitzer

### Europameisterschaften
- Umhausen 2006: 39. Einsitzer
- Olang 2008: 27. Einsitzer, 12. Doppelsitzer

### Juniorenweltmeisterschaften
- Garmisch-Partenkirchen 2006: 34. Einsitzer
- Latsch 2008: 21. Einsitzer, 7. Doppelsitzer

### Junioreneuropameisterschaften
- St. Sebastian 2007: 27. Einsitzer, 9. Doppelsitzer
- Longiarü 2009: 18. Einsitzer, 4. Doppelsitzer
- Laas 2011: 17. Einsitzer

### Weltcup
- 2 × unter den besten 35 im Einsitzer-Gesamtweltcup
- 2 × unter den besten 10 im Doppelsitzer-Gesamtweltcup
- 14 Top-30-Platzierungen in Einsitzer-Weltcuprennen
- 5 Top-10-Platzierungen in Doppelsitzer-Weltcuprennen